# 인디애니페스트
인디애니페스트는 2005년부터 개최하고 있는 애니메이션 영화제다.